# 肉糕
肉糕实为鱼肉糕，是中国湖北省的一种极具地方特色的传统菜，因加工工序较繁琐，平时较难吃到。肉糕是由去皮，去刺的鱼肉末为主、加少许猪肉末（只是肉膘部分），鱼肉和猪肉均需加工细至糊状，再与蛋清混合，辅以小许淀粉，加水到糊状，再进行充分搅拌，至微小气泡充分进入，上蒸笼蒸制而成。熟后趁热再以蛋黄进行表面着色，切片装盘即可食用。肉糕口感鲜嫩松软，是地方春节年饭，婚嫁,寿宴的不可缺的主菜。有肉糕席之说。
肉糕又以赤壁、麻城的肉糕为著名。
此物在香港的港粵式湯粉、湯麵餐廳食店裡，一般香港人會統稱叫做『魚片』；即在點餐時『魚旦、魚片』中的『魚片』是也。